# 21513 Bethcochran
A 21513 Bethcochran (ideiglenes jelöléssel 1998 KM46) a Naprendszer kisbolygóövében található aszteroida. A LINEAR projekt keretében fedezték fel 1998. május 22-én.